# Paliurus hemsleyanus
Paliurus hemsleyanus là một loài thực vật có hoa trong họ Táo. Loài này được Rehder mô tả khoa học đầu tiên năm 1931.